# 엄지현
엄지현(嚴智虤, 1996년 9월 3일~)은 대한민국의 여성 아나운서 겸 인플루언서이다. 

## 학력
- 은광여자고등학교 (졸업)
- 경희대학교 (정보전자신소재공학과 / 학사)

## 경력
- 2020 MEMEBOX 아임미미 화장품 모델
- 2021 소헌왕후 선발대회 한복미인대회 1위
- 2022 Sweet 매거진 화보모델/前 프로젝트 아이돌 'P.O.A' 멤버
- 2023 Smart PC사랑 국내 유일 IT 전문 매거진 표지 화보모델